# ザ・ドーナツ・ホール
ザ・ドーナツ・ホールは、アメリカ合衆国カリフォルニア州ラプエンテにあるベーカリーでありランドマークでもある。プログラマティック建築の一例であり、建物は2つの巨大なドーナツに挟まれた形をしており、顧客はその間を車で通って注文をする仕組みになっている。このベーカリーは、アメリカ合衆国で最も多く写真に撮られているドーナツ店のひとつである。

## 歴史
最初のザ・ドーナツ・ホールは1963年にカリフォルニア州ラプエンテで開店した。ある出典によると、ラプエンテの店舗は2号店として1968年に開店し、その後さらに3店舗が続いたとされる。しかし、建物の建設時期については諸説があり、1947年、1958年、1962年と意見が分かれている。確かなのは、このドーナツチェーンが1979年に廃業したということである。ラプエンテのザ・ドーナツ・ホール店舗は1979年にロペス一家に買い取られ、2003年まで同家が所有していた。コビーナ店は完全に改装され、他の店舗は取り壊され、現在ではラ・プエンテの店舗だけが現役のベーカリーとして現存している。
新婚夫婦がドーナツの中を車でくぐるのは地元の伝統となっており、幸運をもたらすというを理由にあげる者もいれば、性的象徴だと信じる者もいる。この建物は過去に何度も車に衝突されており、直近では2004年に暴走した車がドーナツ型のファサードの一つに突っ込む事故が起きた。

## ポップカルチャーの中で
この建物は、映画『ドライブ・アカデミー 全員免停』（1985年）で、フロム署長の車が壊されるシーンに登場した。
また、1987年の映画『ドラグネット 正義一直線』の冒頭シーンにも登場する。
アメリカ合衆国の音楽プロデューサー、ワンオートリックス・ポイント・ネヴァーの楽曲「On an Axis」のミュージックビデオにもこの建物が映っている。